# Renae Cuéllar
Renae Cuéllar (Bellflower, California, Estados Unidos; 24 de junio de 1990) es una futbolista mexicano-estadounidense que juega de delantera en el Club Tijuana Femenil de la Liga MX Femenil.
Participó en la Copa Mundial Femenina Sub-20 celebrada en Alemania anotando dos goles, uno en el empate 3-3 frente a Japón y el gol del triunfo frente a Inglaterra. Asimismo participó en el Mundial Femenino de Canadá 2015 con la selección absoluta, donde disputó los 3 partidos de fase de grupos pero no logró anotar.

## Participaciones en Copas del Mundo Sub-20
| Mundial                              | Sede     | Resultado        | Partidos | Goles |
| ------------------------------------ | -------- | ---------------- | -------- | ----- |
| Copa Mundial Femenina Sub-20 de 2010 | Alemania | Cuartos de final | 4        | 2     |

## Clubes
| Club              | País           | Año         |
| ----------------- | -------------- | ----------- |
| FC Kansas City    | Estados Unidos | 2013        |
| Seattle Reign FC  | Estados Unidos | 2013        |
| Sundsvalls DFF    | Suecia         | 2013        |
| Washington Spirit | Estados Unidos | 2014        |
| Hwacheon KSPO WFC | Corea del Sur  | 2015        |
| BV Cloppenburg    | Alemania       | 2016        |
| F.C. Kiryat Gat   | Israel         | 2018-2019   |
| Stjarnan          | Islandia       | 2019        |
| Tijuana           | México         | 2019 - 2023 |

## Estadísticas

### Clubes
Actualizado al último partido jugado el 3 de abril de 2023.
| F. C. Kansas City Estados Unidos            | 1.ª                 | 2013                | 11  | 5  | — | — | — | — | 11  | 5  | 0.45 |
| F. C. Kansas City Estados Unidos            | Total               | Total               | 11  | 5  | 0 | 0 | 0 | 0 | 11  | 5  | 0.45 |
| Seattle Reign F. C. Estados Unidos          | 1.ª                 | 2013                | 7   | 0  | — | — | — | — | 7   | 0  | 0.00 |
| Seattle Reign F. C. Estados Unidos          | Total               | Total               | 7   | 0  | 0 | 0 | 0 | 0 | 7   | 0  | 0.00 |
| Washington Spirit Estados Unidos            | 1.ª                 | 2014                | 10  | 0  | — | — | — | — | 10  | 0  | 0.00 |
| Washington Spirit Estados Unidos            | Total               | Total               | 10  | 0  | 0 | 0 | 0 | 0 | 10  | 0  | 0.00 |
| C. Tijuana · México                         | 1.ª                 | 2019-20             | 23  | 17 | — | — | — | — | 23  | 17 | 0.74 |
| C. Tijuana · México                         | 1.ª                 | 2020-21             | 31  | 18 | — | — | — | — | 31  | 18 | 0.58 |
| C. Tijuana · México                         | 1.ª                 | 2021-22             | 36  | 22 | — | — | — | — | 36  | 22 | 0.61 |
| C. Tijuana · México                         | 1.ª                 | 2022-23             | 29  | 19 | — | — | — | — | 29  | 19 | 0.66 |
| C. Tijuana · México                         | Total               | Total               | 119 | 76 | 0 | 0 | 0 | 0 | 119 | 76 | 0.64 |
| Total en su carrera                         | Total en su carrera | Total en su carrera | 147 | 81 | 0 | 0 | 0 | 0 | 147 | 81 | 0.55 |
| (3) No incluye goles en partidos amistosos. |                     |                     |     |    |   |   |   |   |     |    |      |